# 尹永德
尹永德（：／ Yoon Young-deok，1969年9月7日—），大韓民國自由派政治人物，第21屆國會議員。